# Misionář
Misionář je označení pro propagátora nějakého náboženství či hlasatele jeho idejí, který působí na lidi jiného či žádného vyznání, aby je pro toto náboženství získal. Některá náboženství kladou na misionářské úsilí jen malý nebo žádný důraz (např. judaismus či šintoismus), naproti tomu jiná na ně kladou silný důraz (např. křesťanství).
Misionářské výpravy měly dříve významný vliv na poznávání světa a šíření civilizace, řada velkých cestovatelů západního světa byla zároveň misionáři – např. David Livingstone či Samuel Fritz. Misijní stanice zřízené křesťanskými misionáři pak v některých oblastech (zejména v Africe a Jižní Americe) dodnes tvoří kostru jediné obecně dostupné sociální, vzdělávací a zdravotnické sítě. Zároveň je ale třeba pamatovat, že zejména na přelomu středověku a novověku byly misijní výpravy v západním křesťanství často kombinovány s výpravami dobyvačnými.

## Kontroverze
Misijní činnost ve stylu „obracení na víru“ může mít do značné míry formu vnucování a nátlaku.
I přes „získání“ konvertitů stále nelze označit misi za úspěšnou: Naplňování a praktikování víry musí pokračovat i po odchodu misionářů dále, což ale bez dostatečného vzdělání o učení není možné. I kdyby se nová víra v komunitě ujala, bez trvalé zpětné vazby snadno sklouzne mimo rámec církve. Pouhé pokřtění konvertitů není úspěchem, ale teprve začátkem: Například v začátcích evangelizace amerických indiánů se pak celý odkaz scvrkl na „víru zkřížených dřívek“. Zodpovědná misijní činnost tedy je dlouhodobá, s měřítkem výchovy minimálně jedné generace (20 let), a také neinvazivní, budující svůj vliv pouze nabídkou pomoci, ponechávající možnost volby a odmítnutí, a přizpůsobivá vůči místní kultuře.
Naprosto zásadní je pak vzdělání a příprava samotných misionářů, kteří se pak dostávají do přímého rozporu s antropology: Nadšený misionář ignoruje dosavadní místní kulturu, naopak přináší svou s cílem tuto novou nastolit. A nejde jen o víru, ale i celý životní postoj a způsob života. Naopak, vědeckým cílem a způsobem antropologa je právě původní kultura a její zachování, při minimalizaci vlastního vlivu na zkoumané společenství. Následky vlivu misionářů, které pak antropolog může pozorovat, jsou např. negramotné izolované kmeny jižní pralesní části Nové Guineje, které po odchodu misionářů pokračují ve svém tradičním způsobu života, naprosto neovlivněni nepochopeným dogmatickým učením, zato však už ovlivněni západní kulturou, tedy zbytkovými odpadky, ze kterých vyrobili nové nástroje a zbraně, a kde jediným pozůstatkem předaných hodnot jsou stojící ručičkové hodiny na monočlánky, visící v mužském domě.
Důsledkem takových zkušeností je, že etnografové úmyslně utajují nově nalezená neznámá pralesní společenství, například v pralesích Jižní Ameriky, aby se těmto lidem nechala možnost žít po svém: Důsledky jakéhokoli zásahu z vnějšího světa totiž budou nevratné, definitivní.